# Essiggasse 2 (Quedlinburg)

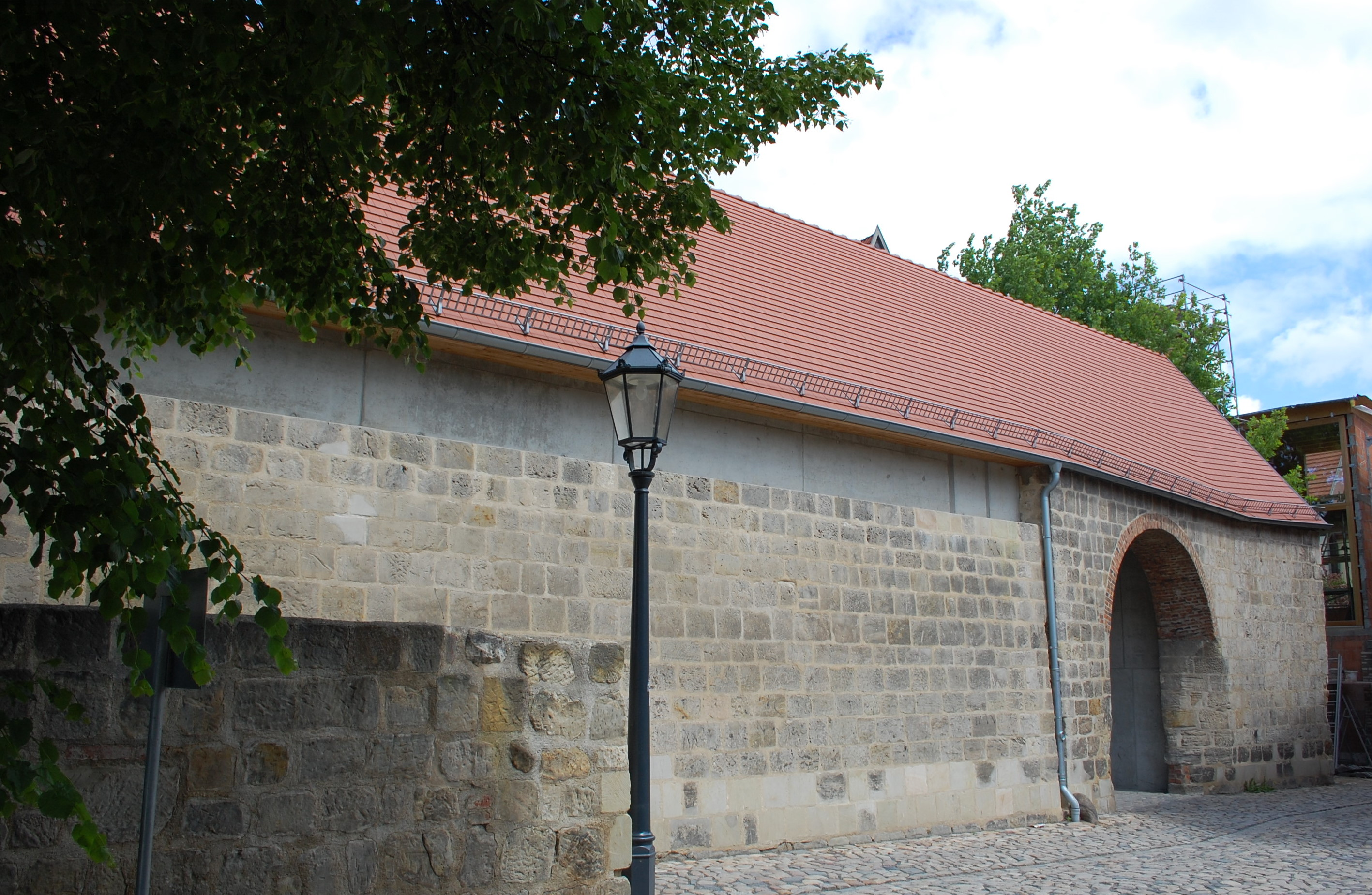
Essiggasse 2

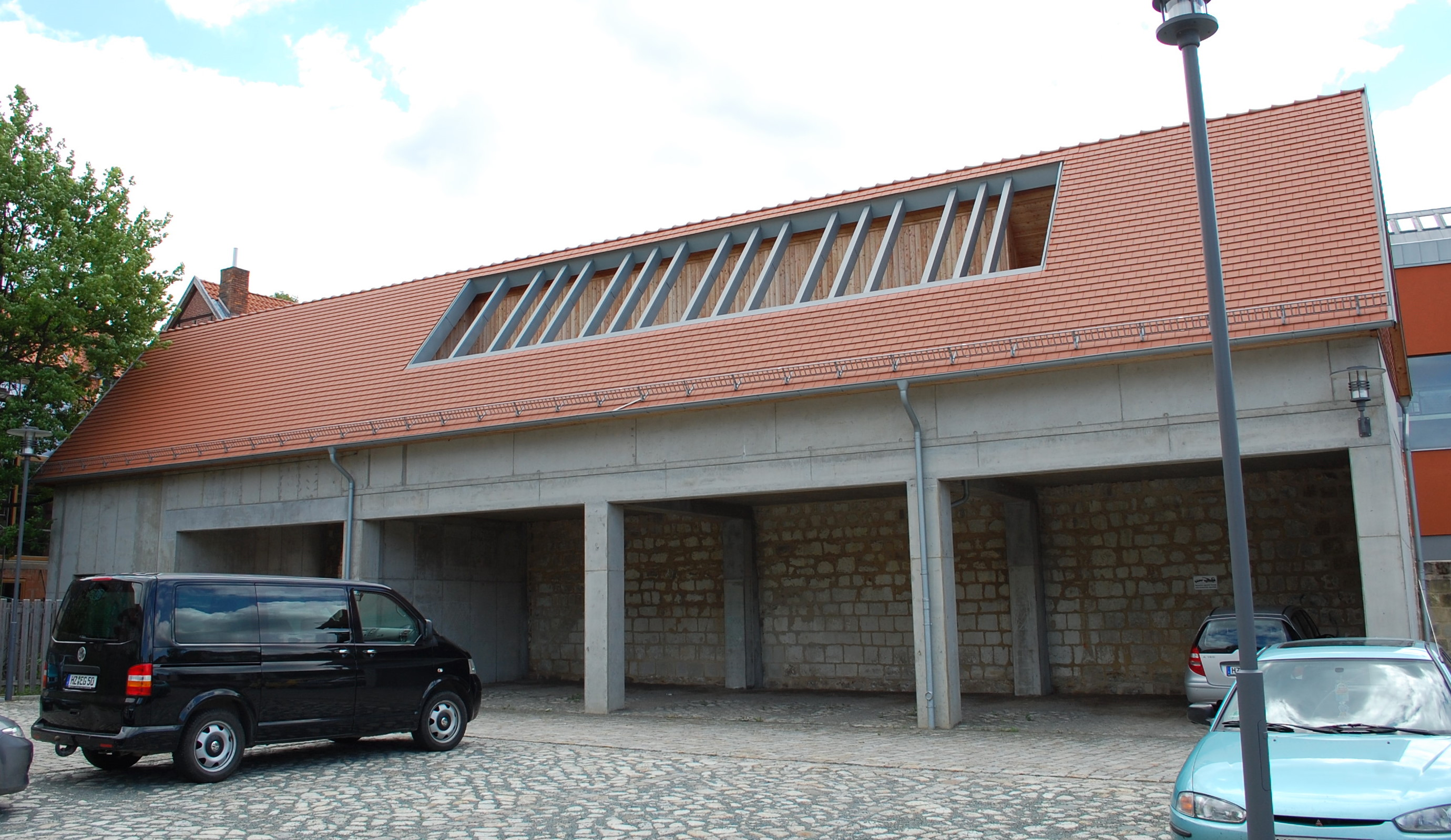
Rückseite

Das Haus Essiggasse 2 ist ein denkmalgeschütztes Wirtschaftsgebäude in Quedlinburg in Sachsen-Anhalt.

## Lage
Das Gebäude steht auf der Nordseite der kleinen Essiggasse und ist der letzte Rest der historischen Bebauung der Straße. Nördlich des Hauses erstreckt sich ein ausgedehnter Parkplatz, zu dem die Tordurchfahrt des Hauses als Zufahrt dient. In der Vergangenheit bestand für das Gebäude die Adressierung Essiggasse 2. 

## Architektur und Geschichte
Im unteren Teil des traufständig zur Gasse ausgerichteten, im örtlichen Denkmalverzeichnis eingetragenen Hauses besteht ein Quadermauerwerk. Auf der Ostseite befindet sich eine rundbogige Toreinfahrt. Oberhalb des Mauerwerks befand sich noch Ende des 20. Jahrhunderts ein aus der Zeit um 1680 stammender Fachwerkoberstock. Bei Sanierungsarbeiten wurde er entfernt und durch eine Betonkonstruktion ersetzt. Das Dach wurde komplett erneuert. Zur Rückseite, die ebenfalls durch eine moderne Konstruktion ersetzt wurde, ist das Gebäude offen und dient als überdachte Unterstellmöglichkeit für Fahrzeuge.